# Nyári Ifjúsági Találkozók
A Nyári Ifjúsági Találkozók 1965–1971 között kerültek megrendezésre, azzal a céllal, hogy a tábor fórumot hozzon létre a csehszlovákiai magyar fiatalok számára, ahol személyesen találkozhatnak, közéleti és kulturális kérdéseket vitathatnak meg.
A táborok majdhogynem nélkülözhetetlen részei voltak a kulturális kirándulások és előadások, amelyeknek célja nemcsak a tudásgyarapítás, hanem a résztvevők nemzeti identitásának megerősítése is volt. Gyakran vettek részt előadóként például  Németh László, Szalatnai Rezső, Győry Dezső, Czine Mihály vagy Szíj Rezső.
„1965-től 1971-ig hét Nyári Ifjúsági Találkozó (NYIT) került megrendezésre." A tábor minden évben más helyszínen került megrendezésre, így a „vándortábor” stratégia elősegítette a klubmozgalom terjedését.

## Keletkezés
„Kifejezetten a csehszlovákiai magyar hallgatók számára szervezett nyári tábor ötlete először a József Attila Ifjúsági klub vezetőségi ülésén vetődött fel 1965. március 27-én Tőzsér Árpád, A Hét újságírójának részéről."  Az első találkozó a Berzétekőrös határában található Egres- tisztáson került megrendezésre. A tábori parancsnokságot elsősorban az Ady Endre Diákkör, a József Attila Ifjúsági Klub és az Új Nemzedék Ifjúsági Klub vezetői látták el.
Megtekintették a betléri kastélyt, ahol Tőzsér Árpád tartott előadást a gömöri tájegység kulturális emlékeiről, a Szilicei-fennsíkon Duray Miklós a régió geológiai felépítéséről és adottságairól beszélt, illetve a táborozók Gyurcsó Istvánnal folytattak vitát a fiatal csehszlovákiai magyar értelmiség feladatáról. Továbbá ellátogattak Stószra Fábry Zoltánhoz. Érdemes megemlíteni még Kardos István, a nyitrai Pedagógiai Kar tanárának előadását, aki a szociológia tudományágát mutatta be a fiataloknak.
Az I. NYIT-en nemcsak csehszlovákiai, de magyarországi és erdélyi főiskolások is részt vettek.

## További találkozók
A tábor sikerén felbuzdulva a szervezők elhatározták, hogy minden éven máshol fogják megszervezni. A II.NYIT gyakorlati megvalósítása főleg a kassai ÚNIK érdeme volt. Il. NYIT július 27-tól augusztus 5-ig a Laborc mentén fekvő Abara nevű község szomszédságában került megrendezésre. Ekkor jött létre a tábori identitást szolgáló zöld-fehér sávos „fecskezászló”.
Az harmadik pincen rendezett tábor meghatározó volt a JAIK újabb nemzedéke számára, mivel ez volt többek között A. Nagy László, Grendel Lajos és Végh László első találkozása az ifjúsági klubmozgalommal. A III. NYIT egyik fontos hozadéka volt a klubok egymással való kapcsolattartásának szigorú betartása, ami egyben már az őszi prágai klubkonferenciának az előszele volt.
A Vág mentén fekvő Keszegfalván rendezett IV. NYIT – az előző évekkel szemben – sokkal szabadabb közéleti légkörben zajlott. A művészeteknek és az irodalomnak külön napot szenteltek ennek keretében Szabó Gyula és Tőzsér Árpád adott elő. Valamint szerveződött egy szűkkörű kirándulás Pannonhalmára, ahol a táborozók Mécs Lászlóval találkoztak.
Az V. NYIT a kéméndi Garam-szigeten került megrendezésre. „Továbbá ekkor történt meg először, hogy ,a NYIT-et teljesen hivatalos keretek között rendezték meg, legális fedőnév alatt. Ennek tekintetében tábor vendégei is magasabb társadalmi presztízzsel bíró pozíciók birtokosai voltak, elég megemlíteni Dobos Lászlót, Szabó Rezsőt és Tolvaj Bertalant. Mindemellett a SZGYISZT (Szlovákiai Gyermek- és Ifjúsági Szervezetek Társulása- Združenie detských a mládežnických organizácie Slovenska) Központi Tanácsának szinte összes tagja megjelent Kéménden, a tábort pedig Robert Harenčár nyitotta meg. Doboson, Szabón és Tolvajon kívül a szlovákiai kormány részéről megjelent, illetve előadást tartott Németh Jenő miniszterhelyettes, Lukács Tibor iskolaügyi szakreferens és Mihály Géza, a Nemzetiségi Titkárság előadója. Keszegfalvához hasonlóan újból tematikus napok kerültek megrendezésre, mint pl. a költészet napja vagy az ifjúsági nap."
A legális keretek eredményezték azt is, hogy nemcsak a csehszlovákiai magyar sajtóorgánumok tudósítottak a táborról, hanem a szlovák médiumok (sajtó, rádió, televízió) is.

### Normalizáció
A prágai tavaszra válaszként érkező normalizáció Szlovákiában ősszel erősen érezhető volt: struktúraváltásokra és a demokratizációs folyamat vívmányainak (társadalmi pluralitás, a cenzúra eltörlése stb.) lépésről lépésre való megszüntetésére került sor. A VI. NYIT-re ilyen előzmények mellett került sor Nagykapos és Lelesz között, a Latorca partján. Előadott Fábry István, Sziegl Ferenc és Krocsány Dezső. Kirándulásokra is sor került, még pedig a Szovjetunióba, a kárpátaljai Ungvárra és Munkácsra. Hozzá kell tenni, hogy itt már beiktatásra került a normalizáció időszakának kötelező programpontja: a Vörös Hadsereg katonáival való formális találkozás.
A VII. találkozót Szádalmás és Körtvélyes között rendezték meg szintén a normalizáció árnyékéban a Csehszlovák Komszomol megalakulása 50. évfordulójának tiszteletére, főleg a diákkörök (AED, JAIK, ÚNIK) tagjai részvételével. Ellátogattak Stószra megkoszorúzni Fábry Zoltán sírját – aki 1970. május 31-én hunyt el. Mellette még a NYIT-ek állandó vendége, Tőzsér Árpád tartott előadást a csehszlovákiai magyar irodalomról, illetve Magyarországról érkezett Szíj Rezső irodalomtörténész és Orbán Árpád erdélyi származású nyelvész. Regionális kirándulást is szerveztek a krasznahorkai várhoz és a betléri kastélyhoz.
„Már a tábort követően elhatározás született arról, hogy a VIII. találkozót Nyitra környékén fogják megrendezni. Erre a célra a zoboraljai Gimes volt kiszemelve, viszont a rendezvényt a hatóságok nem engedélyezték." Alternatívaként – főleg Kolár Péter közbenjárásával – az Új lfjúság hasábjain megjelent egy felhívás Táborozzon a Thália művészeivel! cím alatt. A Csehszlovák-Szovjet Baráti Szövetség Kassai Városi Bizottsága és a kassai Thália Színpad nyújtotta a keretet a táborozásához Jászón.